# トマス・スタンリー (初代ダービー伯爵)
初代ダービー伯爵トマス・スタンリー（Thomas Stanley, 1st Earl of Derby, KG, 1435年 - 1504年7月29日）は、15世紀イングランドの貴族である。初代スタンリー男爵トマス・スタンリーとジョーン夫妻の長男で、テューダー朝を開いたイングランド王ヘンリー7世は継子にあたる。

## 生涯
1459年、父の死により第2代スタンリー男爵となったが、イングランドは薔薇戦争の真っ只中であり、王族、貴族はランカスター派とヨーク派に分かれて抗争を繰り返していた。トマスは1451年にソールズベリー伯リチャード・ネヴィルの四女エレノアを妻に迎えていたが、どちらにも加担せず、日和見を決め込んでいた。
1461年にヨーク派のエドワード4世の即位を支持したが、1470年に義兄の「キングメーカー」ことウォリック伯リチャード・ネヴィルがエドワード4世を追放してヘンリー6世を復位させるとランカスター派を支持する。ところが翌1471年にエドワード4世の反撃を受けウォリック伯はバーネットの戦いで戦死、ヘンリー6世はロンドン塔に監禁された後に獄死したが、この時も日和見に徹していたトマスは罪に問われず、エドワード4世に仕えた。日和見や寝返りを繰り返したトマスが咎められなかったのは、彼がイングランド北西部のランカシャーとチェシャーに影響力を持っており、王家もそれを無視できなかったからであった。
エドワード4世からは王室家政長官に任じられ1475年のフランス遠征に従軍、1482年のグロスター公リチャード（後のリチャード3世）が行ったスコットランド遠征にも同行してベリックを落としている。しかし、王妃エリザベス・ウッドヴィルの一族とは仲が悪く、イングランド北部へ進出して勢力拡大を図るグロスター公とも対立しており、1472年にエレノアが死去した後にマーガレット・ボーフォートと再婚しているなどランカスター派とも繋がっていた。
1483年6月13日、エドワード5世に対してクーデターを起こしたグロスター公によってヘイスティングス男爵ウィリアム・ヘイスティングスと共に捕らえられ（ヘイスティングス男爵は処刑）、ロンドン塔へ投獄された時も、北西部を敵に回すことを避けたグロスター公の判断ですぐに釈放されている。王室家政長官に留め置かれガーター勲章も与えられてリチャード3世の支持者として活動しながらも、マーガレットがバッキンガム公ヘンリー・スタッフォードを通して継子ヘンリー・テューダー（後のヘンリー7世）を王位につけようとする陰謀が発覚すると、リチャード3世を支持して反乱鎮圧に貢献し妻の助命を嘆願、処刑されたバッキンガム公の領地を与えられ大司馬にも就任、マーガレットの赦免も勝ち取り、リチャード3世から軍事力を当てにされながらランカスター派との繋がりを保った。
1485年8月22日のボズワースの戦いでは、弟ウィリアムがヘンリー・テューダーに通じていながら、離反を恐れたリチャード3世により長男のジョージを人質に取られたため、うかつに態度を明らかに出来ない状態だった。しかしリチャード3世の軍に属していながら実際に参加せず、結果的にヘンリー・テューダーの勝利に貢献した。そして10月にヘンリー7世からダービー伯爵に叙爵され、ランカシャーとチェシャーの荘園を多数獲得して北西部の地盤が強化された。
以後はヘンリー7世に忠実に従い、1487年のストーク・フィールドの戦いでオックスフォード伯ジョン・ド・ヴィアー、ベッドフォード公ジャスパー・テューダーらと共に戦いランバート・シムネルを擁立したリンカーン伯ジョン・ド・ラ・ポールの反乱を鎮圧、恩賞に反乱者から没収したランカシャーの土地を与えられ更に富裕になったが、1495年に王位僭称者パーキン・ウォーベックを支持したウィリアムが処刑、1503年にジョージに先立たれるなど、身内の不幸が相次いだ。
1504年に死去、ダービー伯爵は孫のトマス（ジョージの息子）が継承した。以降スタンリー家はダービー伯爵家として存続、現在に至る。1852年に首相に就任したエドワード・スミス＝スタンリーは子孫である。

## 子女
最初の妻エレノアとの間に多くの子を儲けたが、成長したのは3人の息子だけだった。2番目の妻マーガレットとの間に子はいない。
- ジョージ（英語版）（1460年 - 1503年） - ストレンジ男爵、第2代ダービー伯爵トマスの父。
- エドワード（1462年 - 1524年） - モンティーグル男爵
- ジェームズ（1465年 - 1515年） - イーリー司教